# UAW-Ford National Programs Center
El UAW-Ford National Programs Center es un edificio de gran altura en el costado sur de la Hart Plaza, en el Downtown de Detroit, la ciudad más poblada del estado de Míchigan (Estados Unidos). Se construyó entre 1948 y 1950 como el Veterans Memorial Building. Mide 41 m y tiene 10 pisos.

## Arquitectura
El Veterans Memorial Building fue diseñado en estilo internacional por la firma Harley, Ellington and Day, que también diseñó el cercano edificio 211 West Fort Street y el Centro Municipal Coleman A. Young. El exterior está revestido con mármol para ajustarse al plan maestro del Centro Cívico. 
Las ventanas en las paredes este y oeste son cuadradas con un solo marco de mármol que se extiende a lo largo de cada piso. En el muro norte se encuentra Eagle of Victory (Águila de la Victoria), un altorrelieve de 9 m de altura del escultor Marshall Fredericks. En esta se encuentra la inscripción In honored memory of those who gave their lives for their country (En honor a la memoria de quienes dieron su vida por su país). Sobre el águila en la línea del techo hay 13 estrellas. 
Fue inaugurado el 11 de junio de 1950 como el Veterans Memorial Building; albergaba oficinas para agencias de la ciudad y grupos de veteranos.
Tiene una sala de conferencias estilo teatro con 450 asientos y otra de 200 asientos, ambas en la planta baja. En la entrada trasera (en el nivel de la calle Atwater) también hay un vestíbulo y otro en el segundo nivel en la entrada de Jefferson Avenue. El vestíbulo de Jefferson mide 7 m con respecto al de Atwater.
En septiembre de 1995, United Auto Workers y la ciudad de Detroit llegaron a un acuerdo a largo plazo para arrendar la estructura, después de lo cual fue remodelada para albergar las oficinas de la UAW. La remodelación incluyó agregar una ventana grande sobre el águila en la pared norte. La remodelación se completó el 1 de octubre de 1997.
En 2008, la estructura recibió el Premio Veinticinco Años del Capítulo de Míchigan del American Institute of Architects.
Este edificio está ubicado entre Cobo Hall y Hart Plaza. Aunque su dirección está en Jefferson Avenue, se encuentra a varios pies al sur de Jefferson en Civic Center Drive. Al oeste hay siete pilones que también fueron esculpidos por Marshall Fredericks, que representan la fundación de Detroit y el final de varios conflictos en los que Estados Unidos jugó un papel.